# Bayerischer Musikrat
Der Bayerische Musikrat e. V. (BMR) ist der Landesmusikrat mit Sitz in München. Als Zusammenschluss von 58 Einrichtungen und Verbänden des Musiklebens in Bayern repräsentiert er rund 1 Million Bürger in den Bereichen des Laienmusizierens, der professionellen Musik und der musikalischen Bildung.

## Aufgaben
Seine musikpolitische Tätigkeit konzentriert er darauf, die Interessen seiner Mitglieder zu vertreten und die Musik in allen Bereichen der Gesellschaft als unverzichtbares Kulturgut zu fördern. Ein wesentliches Anliegen ist dabei die enge Vernetzung seiner Mitglieder mit allgemeinbildenden Schulen, Musikeinrichtungen und Organisationen zugunsten einer flächendeckenden Grundversorgung im Bereich musikalischer Breitenbildung und Musikvermittlung vom Kindergarten bis zum Berufseinstieg und in allen Lebensaltern.
Der Verein steht im kontinuierlichen Dialog mit der Politik, der musikinteressierten Öffentlichkeit und der Verwaltung. In eigener Verantwortung führt er übergreifende Projekte und Veranstaltungen zur Weiterentwicklung des Musiklebens durch und entwickelt eigene Projekte zur gezielten Förderung musikalischer Bildung in der Breite wie der Spitze. Für besondere Verdienste um die Förderung der Musik in Bayern vergibt er die Auszeichnung Silberner Wirbel.
Die Zweckbetriebe und Projekte, zu denen  kontinuierliche Förderprojekte und temporäre Projekte zählen, sind seit 2004 in der „Bayerischer Musikrat gemeinnützige Projektgesellschaft mbH“ zusammengeführt, die ihrerseits auch Träger der Bayerischen Musikakademie Marktoberdorf ist.

## Geschichte
Der Verein wurde am 21. Juni 1977 gegründet. Die Erfüllung seiner Aufgaben und Zielsetzungen ermöglichen Mitgliedsbeiträge und eine regelmäßige staatliche Förderung.

## Präsidenten
- Alexander L. Suder (1977–1997)
- Wilfried Anton (1997–2005)
- Wilfried Hiller (2005–2008)
- Thomas Goppel (2008–2020)
- Marcel Huber (November 2020 – 2021)[5]
- Helmut Kaltenhauser (2022–2024)[5]
- Bernd Sibler seit November 2024[6]

## Musikpolitische Schwerpunkte
- Musik im Ganztag
- Musikgeragogik
- Integration mit Musik
- Musik im Grundschulalter
- Musik im Vorschulalter
- Musikberufe[7]

## Projekte und Einrichtungen
- Bayerische Landeskoordinierungsstelle Musik
- Bayerische Musikakademie Marktoberdorf
- Bayerischer Landesjugendchor
- Bayerischer LandesjugendPOPchor
- Treffen bayerischer Schulchöre
- Das Singmodell "Unser Weg!" im Netzwerk Musik in Schwaben
- Digital Stage
- Dirigierkurse Laienmusik
- Europa-Tage der Musik
- Fachtagung Ehrenamt
- Referat Jazz
- Verleihung der Zelter-Plakette und der Pro-Musica-Plakette
- Instrument des Jahres
- Bayerischer Staatspreis für Musik[8]

## Förderprogramme
- Begabtenförderung
- Förderung internationaler musikalischer Begegnung
- Festivalförderung
- Jazzförderung
- Laienförderung
- Musikförderpreis des Bezirks Schwaben[9]

## Wettbewerbe
- Bayerische Bläserwettbewerbe
- Bayerischer Chorwettbewerb
- Bayerischer Orchesterwettbewerb[10]